# Garabonc
Garabonc è un comune dell'Ungheria di 795 abitanti (dati 2001). È situato nella contea di Zala.